# Beipiaognathus
Beipiaognathus jii is een theropode dinosauriër, behorend tot de Coelurosauria, die tijdens het vroege Krijt leefde in het gebied van het huidige China.

## Vondst en naamgeving
In 2016 werd de typesoort Beipiaognathus jii benoemd en beschreven door Hu Yuanchao, Wang Xuri en Huang Jiandong. De geslachtsnaam verbindt een verwijzing naar de stad Beipiao met een Oudgrieks γνάθος, gnathos, "kaak", op zich een verwijzing naar het behoren tot de Compsognathidae.
Het holotype, AGB4997, is gevonden in een laag van de Yixianformatie van westelijk Liaoning, die dateert uit het Aptien. Het bestaat uit een vrijwel compleet skelet met schedel, platgedrukt op een plaat. Het ligt volledig in anatomisch verband. Veren zijn niet bewaard gebleven. De Italiaanse paleontoloog Andre Cau heeft gesteld dat het weleens om een vervalsing zou kunnen gaan omdat verschillende botten een vreemde positie en vorm hebben. Zulke vervalsingen zijn in China niet zeldzaam omdat de meeste fossielen verkocht worden aan illegale handelaren die ze combineren tot gaver uitziende stukken om de prijs te verhogen.

## Beschrijving
Het holotype van Beipiaognathus heeft een lengte van ongeveer 1,2 meter.
Van Beipiaognathus zijn enkele unieke kenmerken vastgesteld. De tanden zijn kegelvormig en missen kartelingen. De ellepijp is relatief lang. Het eerste kootje van de tweede vinger is robuust en lang. De staart is relatief kort.
De snuit is plat en de onderkaken zijn hoog.
Beipioagnathus heeft zeer grote handen. Daarbij is opvallend dat het eerste middenhandsbeen nogal kort is en het tweede lang, zodat de eerste slechts 24% bezit van de lengte van de tweede. De tweede vinger is erg lang en het eerste kootje van de tweede vinger is het langste van de hand. De handklauwen zijn zeer groot en sterk gekromd, wat in het fossiel nog duidelijker naar voren komt doordat de hoornschachten bewaard zijn gebleven. Beipiaognathus heeft de langste armen in verhouding tot de achterpoten, 55% van de lengte, van enige bekende compsognathide. Dat betekent echter niet dat de achterpoten kort zijn. Die zijn juist lang en sterk ontwikkeld. Een lang en hoog darmbeen wijst een op krachtige musculatuur. Het onderbeen is veel langer dan het dijbeen, een aanpassing aan een rennende levenswijze. De middenvoet is niet arctometatarsaal. Het vijfde middenvoetsbeen lijkt geheel gereduceerd te zijn.

## Fylogenie
Beipiaognathus is binnen de Coelurosauria in de Compsognathidae geplaatst. Typische compsognathide kenmerken van Beipiaognathus zijn de waaiervormige doornuitsteeksels van de ruggenwervels en het robuuste eerste kootje van de eerste vinger.